# Lloyd Spooner
Lloyd Spencer Spooner (Tacoma, Estats Units 1884 - Zephyrhills 1966) fou un tirador olímpic estatunidenc, guanyador de set medalles olímpiques.

## Biografia
Va néixer el 6 d'octubre de 1884 a la ciutat de Tacoma, població situada a l'estat de Washington.
Va morir el 20 de desembre de 1966 a la ciutat de Zephyrhills, població situada a l'estat de Florida.

## Carrera esportiva
Militar de professió, va participar, als 35 anys, en els Jocs Olímpics d'Estiu de 1920 realitzats a Anvers (Bèlgica), on participà en dotze proves i guanyà un total de set medalles: la medalla d'or en la prova de rifle lliure 3 posicions (300 metres per equips), rifle militar 3 posicions (300 metres per equips), rifle militar (600 metres per equips) i rifle militar (300–600 metres per equips); la medalla de plata en la prova de rifle militar (300 metres drets per equips); i la medalla de bronze en la prova de rifle militar (600 metres) i tir al cérvol (tret simple per equips).
Juntament amb el seu company Willis Augustus Lee finalitzà aquells Jocs amb set medalles, un rècord igualat en els Jocs Olímpics d'Estiu de 1960 realitzats a Roma (Itàlia) pel gimnasta soviètic Borís Xakhlín i superat en els Jocs Olímpics d'Estiu de 1980 realitzats a Moscou (Unió Soviètica) pel gimnasta soviètic Aleksandr Ditiatin que aconseguí guanyar vuit medalles.